# Guipure

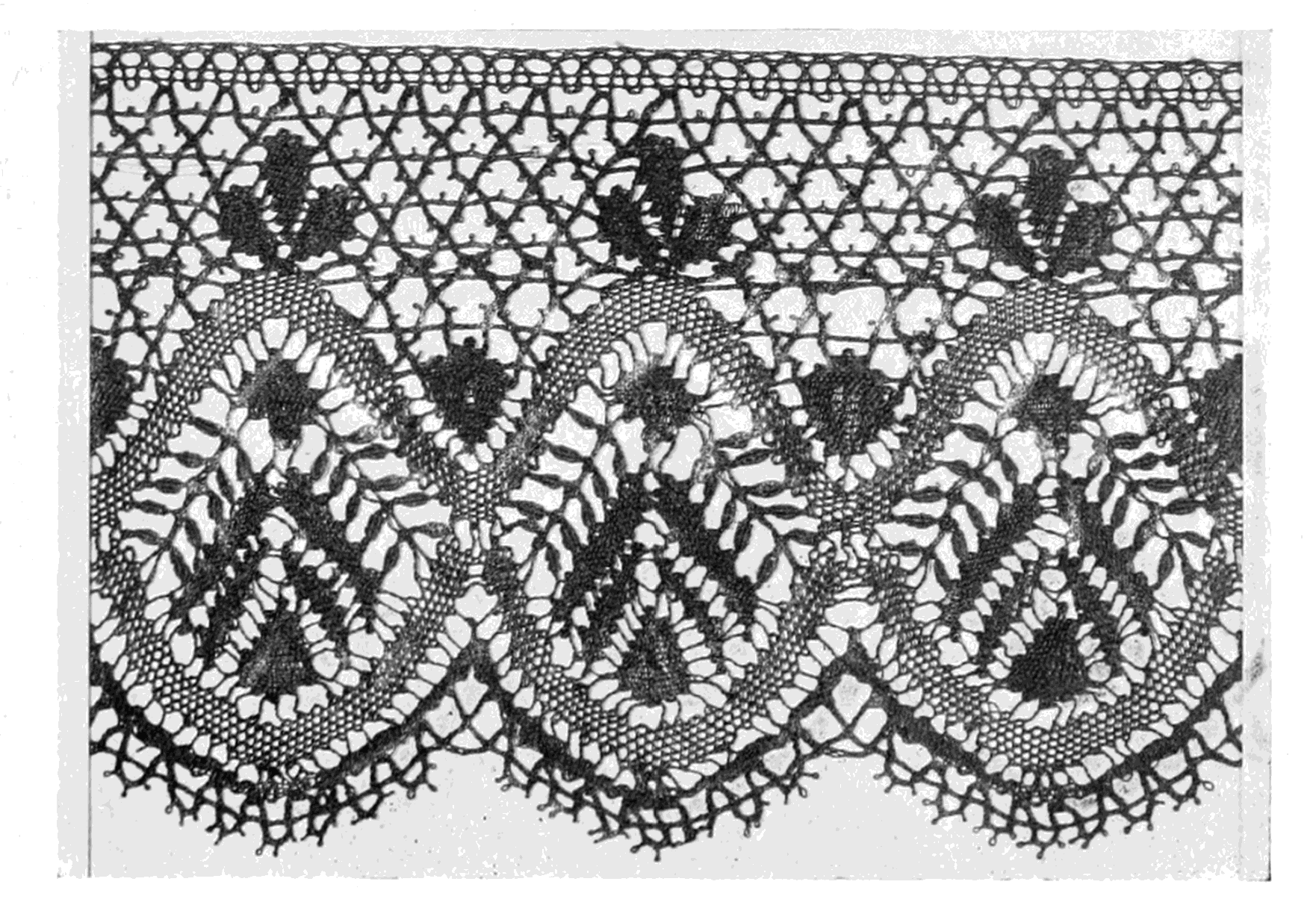
Ručně zhotovený guipure (doba vzniku neznámá)

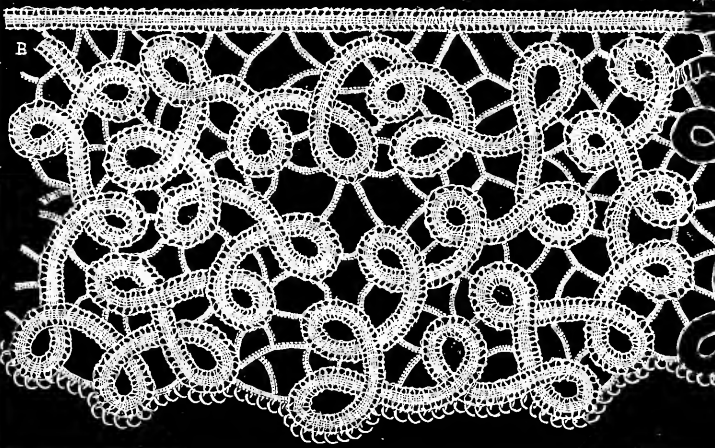
Napodobenina paličkované guipurové krajky ze 17. století

Guipure (z franc.: guiper=obalit) je druh krajky nebo pozamentu původně zhotovené z „cartisane“ – stužky pergamenu obeskané hedvábnou, zlatou nebo stříbrnou nití.
Krajka se vyráběla jako šitá nebo paličkovaná v různých vazbách, odstínech, barvách a šířkách, většinou s květinovými vzory spojovanými nitěnými můstky nebo hrubými stehy. 
Nejstarší písemné zmínky o guipure pocházejí asi z první poloviny 16. století z Francie. V Anglii byly tyto výrobky v 16. století známé pod označením „pergamenová krajka“ (parchment lace). Bylo to luxusní zboží, které kupovali jen nejbohatší zákazníci. Např. 1 unce guipuru z cartisane oskaného hedvábím stála 7 šilinků a 8 pencí (cca 1/8 tehdejší ceny stejného množství ryzího zlata). Později se guipure vyráběl také z bavlněné příze. Krajky se používaly na lemování oděvů, lůžkovin, církevních rouch aj. Ve Francii bylo známé jejich použití ještě v 18. století.
- Guipure se jmenují také vzdušné krajky (angl.: etched laces, něm.: Ätzspitzen nebo Luftspitzen). Jsou to výšivky vyráběné asi od roku 1890 na tzv. člunkových strojích (schiffli). Výšivky z bavlněných, kovových a jiných nití, příp. z gimpy, se zhotovují na tkanině nebo síťovém podkladu z materiálu, který se následovně odstraní rozkladem v chemické lázni, takže se zachovají jen vyšité vzory. [4] Tímto způsobem se dají mimo jiné napodobit historické šité, paličkované nebo háčkované krajky (např. duchesse, point de gaz, irská háčkovaná krajka aj.). (Podrobnosti o člunkových strojích jsou popsány v článku Vyšívání). Krajky se používají hlavně na lemování, na halenky a šaty. [5]

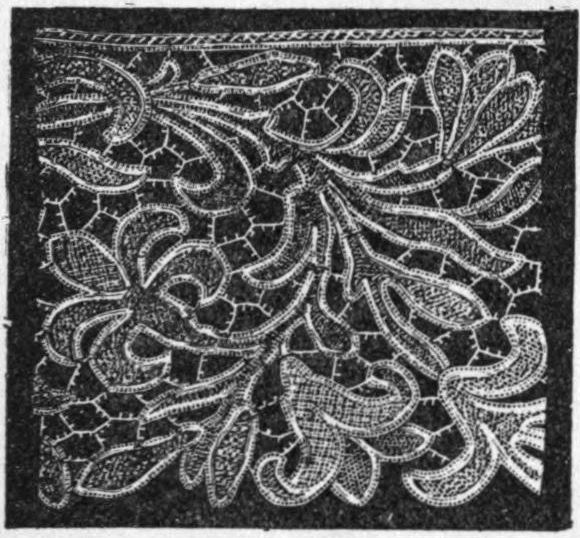
Strojně vyrobená vzdušná krajka (imitace guipure ze 17. století)

- Podle některých odborníků se obsah pojmu guipure nedá přesněji definovat.

Obzvlášť v 19. století se tento výraz tak mnohoznačně používal, že je to velmi obtížné nějak ohraničit jeho význam. Znamenal např. krajku, na které jsou květiny spojené buďto sloupky nebo velkými hrubými stehy nebo krajku bez půdice. Pozdějšímu honitonu, maltézské a části benátských krajek se také říkalo guipur atp. 